# Пјетро Локатели
Пјетро Антонио Локатели(итал. Pietro Antonio Locatelli; Бергамо, 3. септембар 1695 — Амстердам, 30. март 1764) је био италијански виолиниста и композитор соната и концерата. Допринео развоју виолинске технике.